# Grive de Naumann
Turdus naumanni
Espèce
Statut de conservation UICN

 LC  : Préoccupation mineure
La Grive de Naumann (Turdus naumanni) est une espèce de passereau de la famille des Turdidae qui vit de l'est au centre de la Sibérie. On en distingue deux sous-espèces: T. n. naumanni et, nichant plus au nord T. n. eunomus.
Cette espèce vit dans les régions boisées, mais T. n. eunomus, comme on pouvait s'y attendre, accepte de vivre en montagne et dans la toundra. Cette espèce est fortement migratrice, hivernant en Asie du Sud ou du Sud-Est, principalement en Chine et dans les pays voisins. Les deux sous-espèces vont rarement dans l'ouest de l'Europe.
La femelle niche dans les arbres, pondant 3-5 œufs. Les oiseaux forment souvent de petits groupes. C'est un oiseau omnivore, mangeant une grande variété d'insectes, surtout des moustiques, des vers de terre et des baies.
C'est un oiseau trapu de taille moyenne qui ressemble à une petite grive litorne. Le dessous des ailes est brun rougeâtre et il a un pâle sourcil.
Il a le dos et la tête beige. La face, la poitrine, les flancs et la croupe ont des taches rougeâtres et le ventre et le dessous de la queue sont blancs. T. n. eunomus a un dos et la croupe plus foncés et la croupe, le visage, la poitrine, les flancs le croupion ont des taches noires. Le ventre et le dessous de la queue sont blancs. Les femelles des deux sous-espèces sont assez similaires aux mâles, mais les immatures ont des taches moins marquées.
Le nom scientifique de cet oiseau commémore le naturaliste allemand Johann Andreas Naumann.

## Galerie

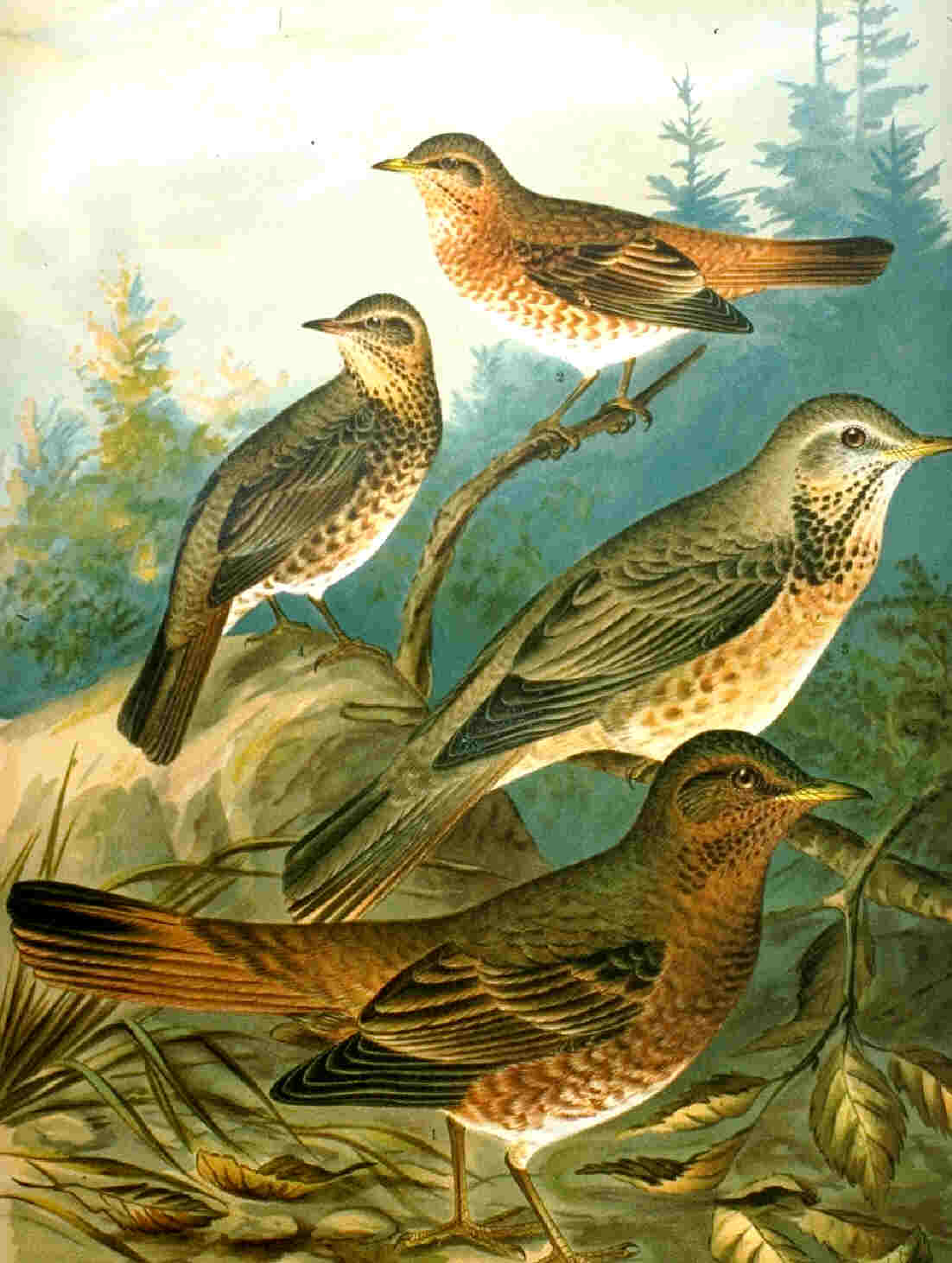
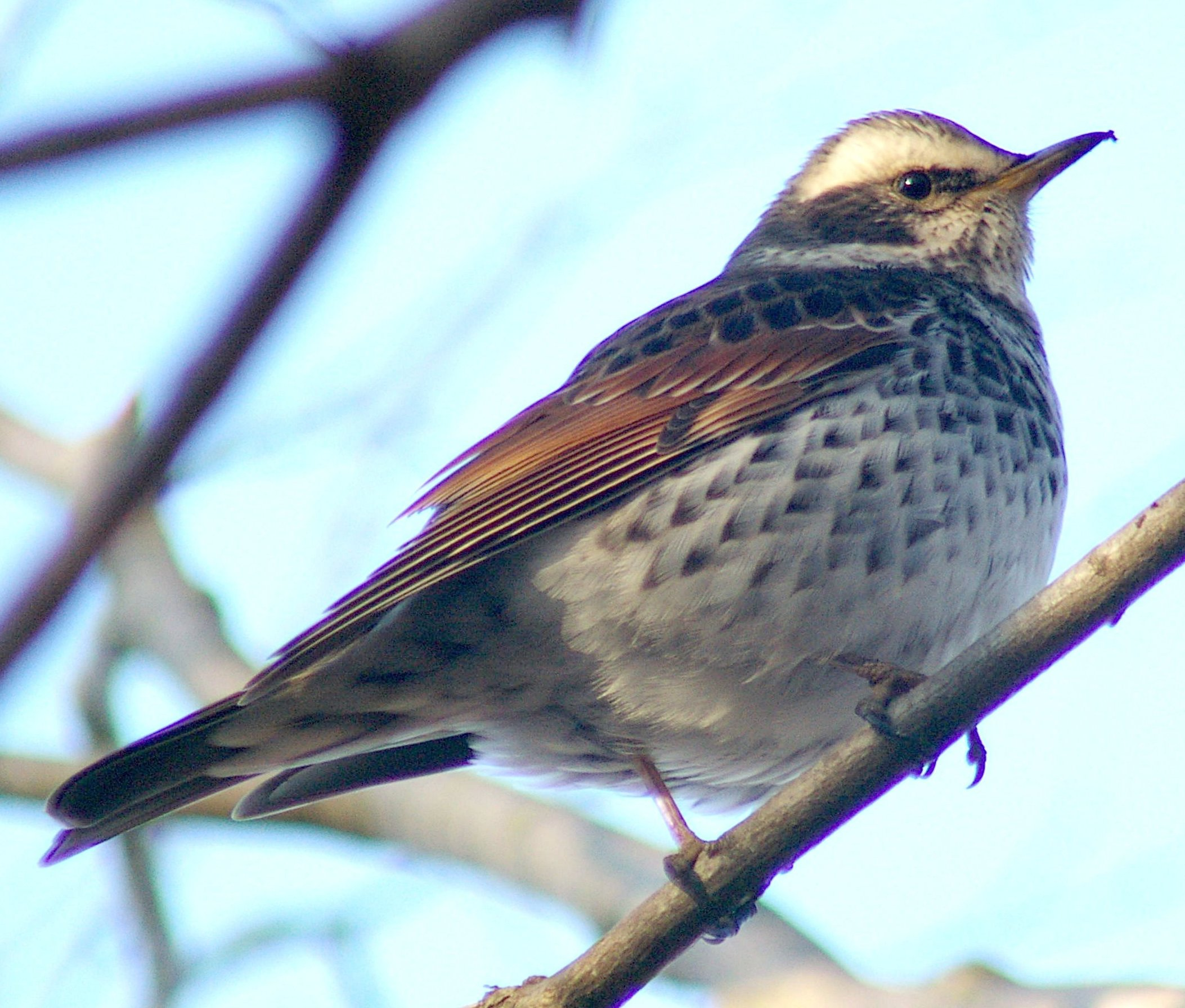
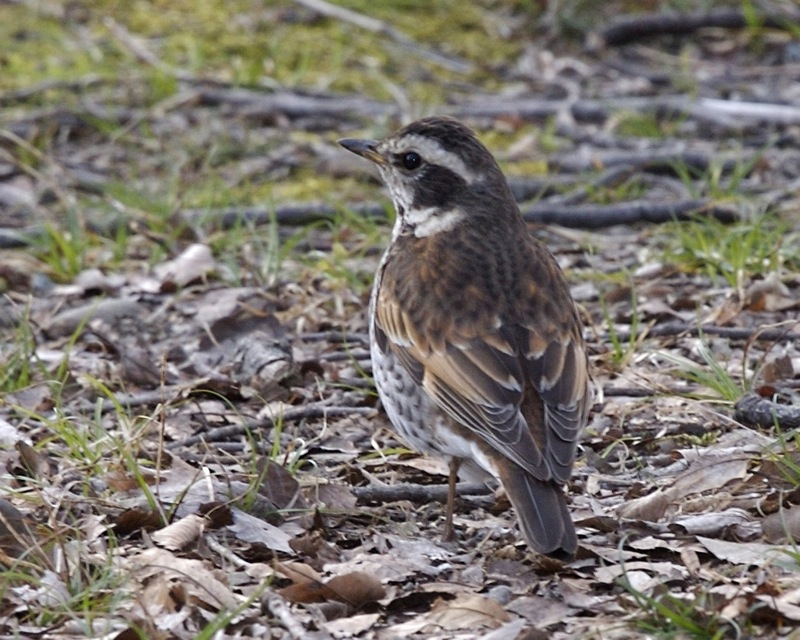
Turdus naumanni eunomus
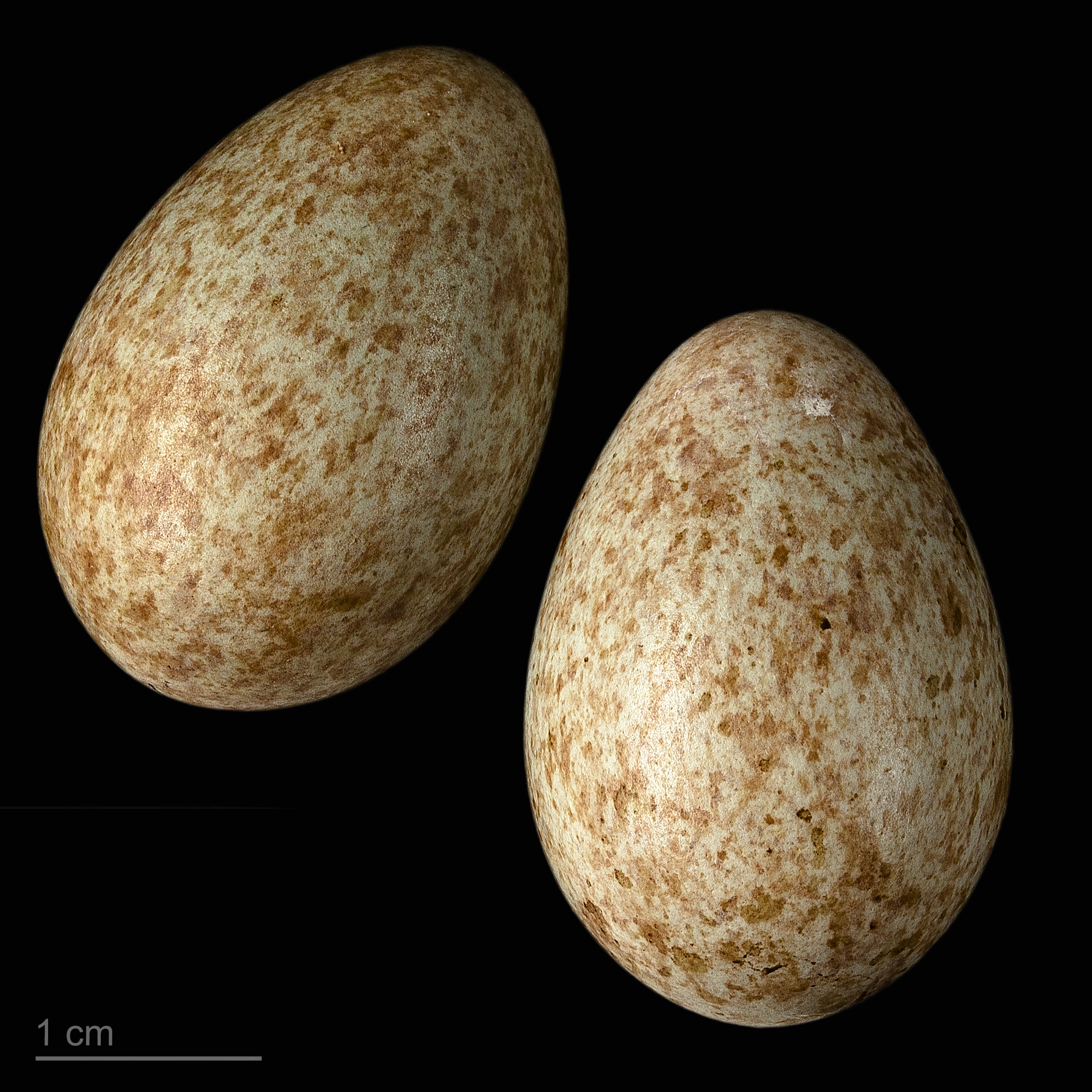
Œuf de Turdus naumanni  - Muséum de Toulouse